# Thersistrombus
Thersistrombus là một chi ốc biển, là động vật thân mềm chân bụng sống ở biển trong họ Strombidae, họ ốc nhảy.

## Các loài
Các loài thuộc chi Thersistrombus bao gồm:
- Thersistrombus thersites (Swainson, 1823)[2]